# ヤツガタケトウヒ
ヤツガタケトウヒ（八ヶ岳唐檜、学名：Picea koyamae）は、マツ科トウヒ属の常緑針葉樹である。

## 特徴
日本特産種で、八ヶ岳の西岳中腹の海抜1700m近辺の針広混交林だけに分布している。ただし、以前は別種とされていたヒメマツハダ Picea shirasawae は、ヤツガタケトウヒの変種あるいは異名として扱われ、これを含めると八ヶ岳南部と南アルプス北部の仙丈岳の山地帯から亜高山帯にも分布する。ヒメマツハダとされていた集団をあわせても個体数は全部で1000本程度しかないと推定されている。
いわゆるクリスマスツリー型の樹形で、樹高は25m前後、幹の直径は1mに達する場合がある。樹皮は灰褐色で葉の長さは8-16mmで、断面は菱形。球果は長さ4-9cm。
現在の分布地は、日本の山岳地帯としては比較的降水量・降雪量の少ない地域であり、基本的には冷涼・乾燥の大陸的な気候を好む樹種と考えられる。そのため、現在の日本では絶滅寸前の状況にあるが、寒冷で乾燥した気候が卓越していた最終氷期には、日本の広い範囲で繁栄していたと考えられている。

## 保全状況評価
- CRITICALLY ENDANGERED (IUCN Red List Ver. 3.1 (2001))[1]
- 絶滅危惧IB類 (EN)（環境省レッドリスト）[3]